# Edwardsia flaccida
Edwardsia flaccida är en havsanemonart som beskrevs av Marion 1882. Edwardsia flaccida ingår i släktet Edwardsia och familjen Edwardsiidae. Inga underarter finns listade i Catalogue of Life.